# Okay Kaya
Okay Kaya (New Jersey, 1990 –) amerikai énekesnő, modell.

## Pályafutása
Kaya Wilkins New Jersey-ben született, a norvégiai Nesoddtangenben nőtt fel, Oslótól négy mérföldre. Édesanyja öt testvérével nevelte fel. Skandináv és afroamerikai gyökerekkel is rendelkezik.
Wilkins első kiadványa a „Damn, Gravity” című dal volt (Okay Kaya), amely 2015-ben jelent meg. Három évvel később kiadta első nagylemezét, a „Both”-ot. Az albumot barátjával, Aaron Maine-nel – a Porches együttes tagjával – vették fel. 2020-ban Wilkins kiadta második nagylemezét „Okay Kaya” címmel címmel. Az album három csillagot kapott az ötből – a The Guardiantől. Ez Cher „Believe” című dalának feldolgozásaként szerepelt az HBO Industry című sorozatában is.
2020. augusztusában kiadta mixtape-jét,  a „Watch This Liquid Pour Itself”-et.
Wilkins szerepelt a norvég „Thelma” című fimdrámában.

## Albumok
- 2018: Both

- 2020: Watch This Liquid Pour Itself
- 2020: Surviving Is the New Living
- 2021: The Incompatible Okay Kaya
- 2022: Sap
- 2024: Oh My God – That’s So Me
- 2025: Blurb

## Filmek
- 2017: Thelma
- 2019: Exit Plan